# Manfred Matt
Manfred Matt (1 de abril de 1937) es un deportista canadiense que compitió en judo. Ganó dos medallas de oro en el Campeonato Panamericano de Judo de 1960 en las categorías 3.er dan y abierta.

## Palmarés internacional
| Campeonato Panamericano | Campeonato Panamericano   | Campeonato Panamericano | Campeonato Panamericano |
| Año                     | Lugar                     | Medalla                 | Categoría               |
| ----------------------- | ------------------------- | ----------------------- | ----------------------- |
| 1960                    | Ciudad de México (México) | Medalla de oro          | 3.er dan                |
| 1960                    | Ciudad de México (México) | Medalla de oro          | Abierta                 |